# Beardy Waters
Beardy Waters är ett vattendrag i Australien. Det ligger i delstaten New South Wales, i den sydöstra delen av landet, omkring 480 kilometer norr om delstatshuvudstaden Sydney.
I omgivningarna runt Beardy Waters växer huvudsakligen savannskog. Trakten runt Beardy Waters är nära nog obefolkad, med mindre än två invånare per kvadratkilometer. Genomsnittlig årsnederbörd är 1 024 millimeter. Den regnigaste månaden är januari, med i genomsnitt 182 mm nederbörd, och den torraste är oktober, med 31 mm nederbörd.